# Psilomorpha marginalis
Psilomorpha marginalis är en skalbaggsart som först beskrevs av Aurivillius 1917.  Psilomorpha marginalis ingår i släktet Psilomorpha och familjen långhorningar. Inga underarter finns listade i Catalogue of Life.